# 鈴木真梨
鈴木 真梨（すずき まり、英語: Mari Suzuki, 1991年11月2日 - ）は、日本のフィギュアスケート選手（女子シングル）。
2009年ウィンターゲームズNZ2位。

## 経歴
1991年仙台生まれ。1997年にスケートを始める。
2004-2005年シーズン、全日本フィギュアスケートノービス選手権で3位となり全日本Jr.選手権に初出場。2007-2008年シーズンには地元仙台で開催された全日本Jr.選手権で10位となり、翌2008-2009年シーズンにISUジュニアグランプリに参戦する。
この年全日本Jr.選手権で2位となり、全日本フィギュアスケート選手権、世界ジュニアフィギュアスケート選手権に初めて出場。2009-2010年シーズンの日本スケート連盟ジュニア特別強化選手に指定された。
2009年、初のシニアクラス国際競技会となったウィンターゲームズニュージーランドで2位となる。なお、ウィンターゲームズニュージーランドの選手招待文書では各種目・クラスには各国から1名ずつの参加を受け付けるとなっていた。女子シングル種目には日本から鈴木明子もエントリーしており、鈴木明子、鈴木真梨ともにシニアクラスに出場、ジュニアクラスには日本からの出場者がなく、シニアクラスはISUフィギュアスケート世界ランキングのカテゴリーⅠⅠⅠに認定される最低人数の8名で競技がなされた。
このシーズンの全日本Jr.選手権では22位と大きく順位を落とした。

## 主な戦績
| 大会/年              | 2004-05 | 2005-06 | 2006-07 | 2007-08 | 2008-09 | 2009-10 | 2010-11 | 2011-12 | 2012-13 | 2013-14 |
| -------------------- | ------- | ------- | ------- | ------- | ------- | ------- | ------- | ------- | ------- | ------- |
| 全日本選手権         |         |         |         |         | 12      |         | 18      | 16      | 19      |         |
| ユニバーシアード     |         |         |         |         |         |         | 14      |         |         | 6       |
| ウィンターゲームズNZ |         |         |         |         |         | 2       |         |         |         |         |
| 世界Jr.選手権        |         |         |         |         | 26      |         |         |         |         |         |
| 全日本Jr.選手権      | 18      | 17      | 17      | 10      | 2       | 22      |         |         |         |         |
| JGPマドリード杯      |         |         |         |         | 12      |         |         |         |         |         |

### 詳細
| 2013-2014 シーズン   |                                                |         |         |          |
| 開催日               | 大会名                                         | SP      | FS      | 結果     |
| 2013年12月9日 - 15日 | ユニバーシアード冬季競技大会（トレンティーノ） | 7 49.13 | 7 87.34 | 6 136.47 |

| 2012-2013 シーズン    |                                              |          |          |           |
| 開催日                | 大会名                                       | SP       | FS       | 結果      |
| 2012年12月20日 - 24日 | 第81回全日本フィギュアスケート選手権（札幌） | 16 47.75 | 20 84.32 | 19 132.07 |

| 2011-2012 シーズン    |                                                |          |          |           |
| 開催日                | 大会名                                         | SP       | FS       | 結果      |
| 2011年12月22日 - 25日 | 第80回全日本フィギュアスケート選手権（門真市） | 17 45.90 | 15 86.66 | 16 132.56 |

| 2010-2011 シーズン     |                                              |         |          |           |
| 開催日                 | 大会名                                       | SP      | FS       | 結果      |
| 2011年1月30日 - 2月5日 | ユニバーシアード冬季競技大会（エルズルム）   | 9 44.52 | 15 69.40 | 14 113.92 |
| 2010年12月24日 - 27日  | 第79回全日本フィギュアスケート選手権（長野） | 9 51.02 | 22 70.63 | 18 121.65 |

| 2009-2010 シーズン    |                                                      |          |          |          |
| 開催日                | 大会名                                               | SP       | FS       | 結果     |
| 2009年11月22日 - 23日 | 第78回全日本フィギュアスケートジュニア選手権（横浜） | 19 41.16 | 22 58.72 | 22 99.88 |
| 2009年8月29日 - 30日  | ウィンターゲームズ ニュージーランド（ダニーデン）    | 2 53.69  | 2 83.52  | 2 137.21 |

| 2008-2009 シーズン    |                                                        |          |          |           |
| 開催日                | 大会名                                                 | SP       | FS       | 結果      |
| 2009年2月27日 - 28日  | 世界ジュニアフィギュアスケート選手権（ソフィア）       | 25 38.5  | -        | 26        |
| 2008年12月26日 - 27日 | 第77回全日本フィギュアスケート選手権（長野市）         | 12 47.58 | 13 78.82 | 12 126.40 |
| 2008年11月23日 - 24日 | 第77回全日本フィギュアスケートジュニア選手権（名古屋） | 3 51.86  | 2 92.17  | 2 144.03  |
| 2008年9月24日 - 28日  | ISUジュニアグランプリ マドリード杯（マドリード）       | 7 42.22  | 13 62.73 | 12 104.95 |

| 2007-2008 シーズン    |                                                      |          |         |           |
| 開催日                | 大会名                                               | SP       | FS      | 結果      |
| 2007年11月24日 - 25日 | 第76回全日本フィギュアスケートジュニア選手権（仙台） | 16 37.76 | 7 77.03 | 10 114.79 |

| 2006-2007 シーズン    |                                                      |          |          |           |
| 開催日                | 大会名                                               | SP       | FS       | 結果      |
| 2006年11月25日 - 26日 | 第75回全日本フィギュアスケートジュニア選手権（広島） | 11 39.26 | 20 62.19 | 17 101.45 |

| 2005-2006 シーズン    |                                                      |          |         |           |
| 開催日                | 大会名                                               | SP       | FS      | 結果      |
| 2005年12月10日 - 11日 | 第74回全日本フィギュアスケートジュニア選手権（長野） | 21 34.86 | 14 68.5 | 17 103.36 |

| 2004-2005 シーズン    |                                                      |          |          |          |
| 開催日                | 大会名                                               | SP       | FS       | 結果     |
| 2004年11月20日 - 21日 | 第73回全日本フィギュアスケートジュニア選手権（大阪） | 24 31.48 | 16 62.71 | 18 94.19 |